# Макдональд, Арчи
Дональд Арчибальд (Милый Арчи) Макдональд (фр. Donald Archibald "Bonnie Archie" MacDonald, 23 февраля 1895, Саасейг, Хайленд, Шотландия, Великобритания — 1965, Инвернесс, Шотландия, Великобритания); —  британский борец вольного стиля, бронзовый призёр Олимпийских игр. Единственный этнический шотландец, завоевавший олимпийскую награду в каком-либо из видов борьбы.

## Биография
Родился в 1895 году в Шотландии. Во время Первой мировой войны с 1915 года служил во флоте, где овладел первыми навыками борьбы. По окончании войны стал служить в полиции Глазго, где в полицейском клубе стал заниматься вольной борьбой, или как она тогда называлась catch-as-catch-can. Вскоре он стал чемпионом Шотландии, затем Великобритании.
В 1920 году отправился на летние Олимпийские игры в Антверпене, выступал в тяжёлом весе. Арчи Макдональд быстро был побеждён Эрнстом Нильссоном в первой же встрече и выбыл из соревнований. 
См. таблицу турнира.  
На летних Олимпийских играх 1924 года в Париже боролся в весовой категории свыше 87 килограммов (тяжёлый вес). Турнир проводился по системе Бергваля. 
В первой же встрече Арчи Макдональд потерпел поражение от будущего чемпиона Гарри Стила и приобрёл право участия в турнире за второе место. В турнире за второе место Арчи Макдональд потерпел поражение от серебряного призёра Анри Вернли и переместился в сетку турнира за третье место. Однако все борцы за исключением Макдональда отказались от участия в этом турнире, и в результате Арчи получил бронзовую медаль Олимпийских игр — выступив дважды и оба раза потерпев поражение.  
См. таблицу турнира
После Олимпийских игр стал заниматься боксом и сумел в 1928 году стать чемпионом Шотландии по боксу среди полицейских. В 1931 году Арчи Макдональд был назначен сержантом и переведён в Глазго, где стал грозой преступников. Незадолго до начала Второй мировой войны Арчи Макдональд вернулся в Хайленд, где стал работать таможенным офицером. Одновременно он стал известным судьёй в регионе и судил местные соревнования. В 1960 году он ушёл со службы и вернулся на свою родовую ферму в Саасейг. 
В 1956 году он был выбран волынщиком для приветствия королевы Елизаветы II на берегу острова Скай, куда она прибыла на своей яхте. Как было отмечено, «это произошло не потому, что он был лучшим волынщиком на острове… но был лучшим борцом».
Умер в 1965 году.